# Pluja de mandonguilles
Pluja de mandonguilles és una pel·lícula d'animació digital, produïda per Sony Pictures Animation i distribuïda per Columbia Pictures que va ser estrenada el 4 de desembre de 2009. Basat en un llibre homònim escrit per Judy Barret i il·lustrat per Ron Barret.

## Argument
El jove Flint és un científic que somia inventar algun aparell que millori la vida dels seus veïns. Després de descartar molts invents, descobreix una màquina capaç de fer caure menjar del cel.

## Personatges
Flint Lockwood
Flint Lockwood és un jove intel·ligent que somnia des de la seva infantesa de ser com els més grans inventors. Apassionat fins al punt de crear un autèntic laboratori al jardí dels pares, és tanmateix rebutjat per la seva comunitat a causa de les seves nombroses inventives esbojarrades i origen de catàstrofes. Intenta igualment satisfer Tim, el seu pare, que mai no l'ha sabut comprendre com la seva mare. Té cabells marrons despentinats, ulls blaus i porta sempre una jaqueta de científica, la que la seva mare li havia ofert quan era petit. Quan Sam Sparks arriba a la ciutat per a fer-hi el seu reportatge, se n'enamora i fa de tot per a seduir-la. Intrèpid i valent, busca simplement agradar a la comunitat de la seva ciutat.
Tim Lockwood
Tim és el pare de Flint. Home gran i carnós, els seus ulls estan dissimulats sota una única cella espessa. És el responsable de la botiga de venda d'esquers i canyes per pescar. Emmascarant sovint les seves emocions, no arriba a expressar el seu amor i el seu suport al seu fill d'altra manera que per metàfores sobre la pesca, el que fa difícil la comunicació amb el seu fill. Voldria que el seu fill seguís la mateixa via que ell i és molt crític amb la idea de fer inventives estranyes. Malgrat tot, li donarà suport quan caldrà salvar el món de la catàstrofe meteorològica causada per la seva última màquina.
Baby Brent
Normalment anomenat Brent, quan era bebè va ser la mascota de la marca de sardines de la ciutat, una imatge qui li va assegurar una relativa notorietat al si de la comunitat durant molts anys i dels quals es vanta regularment. Fins al dia que serà rebutjat i esbroncat quan es consumiran uns altres productes que la sardina. Quan arribarà el moment per a Flint de desconnectar amb la finalitat de salvar el món, Brent l'acompanyarà esperant trobar la seva via i ser un home nou. La trobarà en efecte com a "Chicken Brent". És gran, ros i una mica gras. Porta en general un uniforme blau sota el qual hi ha una capa.
Sam Sparks
Jove, bonica i entusiasta, Sam és la jove estudiant menyspreada del racó del temps d'un gran diari televisat. Feliç de poder tirar-se a l'aigua en el seu primer reportatge, acompanyada de Manny, va a la petita ciutat de Flint. Però serà humiliada un temps per la inventiva d'aquest últim. La seva alegria renaixerà quan veurà que la màquina és un èxit i gestiona sola una emissió singular que és el "Temps alimentari". Una mica allunyada al començament de Flint, acabarà per entendre's bé amb ell i a acompanyar-la en el seu periple.
L'alcalde
L'alcalde és un petit home vanitós i avid de poder. Buscant absolutament el reconeixement, obre un parc d'atraccions amb l'objectiu d'atreure turistes estrangers i tornar a daurar l'escut de la ciutat. Quan veurà l'èxit de la màquina de Flint, buscarà explotar-la. La seva llaminadura espatllarà la màquina del científic.
Steve
Steve és un mico, el millor amic de Flint. Gràcies a una màquina del seu amo, té la capacitat de parlar amb paraules imprecises. És estranyament atret pels bigotis, que sempre busca arrencar. Li agraden molt els ossos de gelatina.
Earl
Earl és el policia de la ciutat i el pare de Cal. Fort, àgil i acarnissat, s'oposa regularment a les inventives de Flint. Però, vist de l'èxit de la màquina, anirà a demanar alguna cosa especial per al seu fill, que estima més que tot al món. Autoritari, és a cavall sobre la llei a la ciutat. Però es descobrirà ràpidament que vol abans de tot el benestar de la gent i la seva seguretat.
Cal
Cal és un petit noi tranquil i sovint avorrit. Se'n fot en principi de les rareses de Flint, però l'aprecia molt al fons. Veu ben els esforços que fet el seu pare per a ell fer plaer.
Manny
Manny és el càmera/assistent de Sam, que l'acompanya sovint allà on va. Hispanic, amb bigoti i petit, la seva mirada és regularment amagada per una gorra. Presentat en principi com mut i secundari, es veurà a la segona part del film que toca més tecles, sobretot com a pilot.

## Repartiment

### Veus originals
- Bill Hader: Flint Lockwood
- Anna Faris: Sam Sparks
- Neil Patrick Harris: Steve the Monkey
- Bruce Campbell: Mayor Shelbourne
- Andy Samberg: Brent
- Lauren Graham: Fran Lockwood
- James Caan: Tim Lockwood
- Mr. T: Earl Devereaux
- Benjamin Bratt: Manny
- Bobb'e J. Thompson: Cal Devereaux
- Jason Stanford: El Director de l'escola

## Crítica
- "Al meu entendre les muntanyes de dolços, gelats i pastissos amb la seva marca em resulta ximple, (...) He vist molt 3-D últimament, i en termes de qualitat tècnica, aquesta és la millor. (...) Puntuació: ★★½ (sobre 4)."[3]
- "Encara que els seus responsables han optat per fer només lleugers comentaris sobre les menjades escombraries, l'obesitat i els residus sòlids, almenys deixen a l'audiència sadollada, amb una sola porció de la inspirada bogeria."[2]